# Fargesia fansipanensis
Fargesia fansipanensis là một loài thực vật có hoa trong họ Hòa thảo. Loài này được T.Q.Nguyen mô tả khoa học đầu tiên năm 1991.